# 한네트
한네트(Hannet Co., Ltd.)는 대한민국의 기업이다. 본사는 서울특별시 마포구 독막로 281 (대흥동)에 위치해 있다. 대표이사는 김선종이다.
점외 현금자동지급기(CD기), 키오스크(티켓 발권기)를 제조한다
현금자동지급기(CD)로부터 수수료를 받는 사업을 영위한다
2023년 옥외 전광판 사업에 진출했다.

## 역사
1990년 한국컴퓨터(주)의 VAN사업부로 설립되었다.

## 같이 보기
- 한국컴퓨터지주

## 참고 문헌
1. ↑  김보미, 한네트, 현금이 필요할 때 만나는 회사, 아이투자, 2017년 7월 31일
2. ↑  이건규, 한네트,예금인출 서비스 성장 '한계', 아이투자, 2006년 7월 3일
3. ↑  한네트, 디지털사이니지 신사업 진출, 대한뉴스, 2023년 4월 25일